# Aeroporto Internazionale di Jacksonville
L'Aeroporto Internazionale di Jacksonville è un aeroporto situato a 14 km a nord di Jacksonville, negli Stati Uniti d'America.

## Storia
Nel 1965 è iniziata la costruzione di un nuovo aeroporto per gestire i viaggi verso le vicine basi navali. Il nuovo aeroporto fu inaugurato il 1º settembre 1968, in sostituzione di Imeson Field. Il terreno impediva di allungare le piste di Imeson, una necessità con l'avvento degli aerei di linea. Una nuova idea del JIA era quella di separare i passeggeri in partenza e in arrivo su lati diversi del terminal. Oggi non è più così, e l'aeroporto utilizza una disposizione più tipica, con i passeggeri in partenza su un livello superiore con una carreggiata sopraelevata e i passeggeri in arrivo su un livello inferiore.
L'espansione del nuovo aeroporto fu lenta: nel 1982 serviva solo due milioni di passeggeri all'anno, ma nel 1999 ne serviva oltre cinque milioni e nel 2000 fu approvato un piano di espansione. La prima fase, che comprendeva la ricostruzione del terminal di terra, della piazza centrale e dell'area principale delle concessioni, nonché il consolidamento dei controlli di sicurezza in un'unica sede e una maggiore capacità di parcheggio, è stata completata nel 2004-2005. Nel 2007 sono stati trattati 6.319.016 passeggeri.
La seconda fase del programma di espansione è stata realizzata in tre anni, a partire dalla metà del 2006, con un costo previsto di circa 170 milioni di dollari. I Concourse A e C sono stati completamente ricostruiti; i precedenti concourse sono stati demoliti. Ai lavori sul Concourse B è stata data una priorità bassa, perché le capacità dei Concourse A e C ricostruiti erano più che sufficienti per la domanda esistente. L'espansione è stata progettata da Reynolds, Smith & Hills (RS&H).
La crisi economica del 2009 ha causato una diminuzione dei passeggeri e dei voli. Ciò ha indotto le JAA a iniziare la demolizione del Concourse B nel giugno 2009, perché era più sicuro e più facile per l'appaltatore. Dopo la rimozione dei detriti, è stato posato l'asfalto per creare uno spazio per il parcheggio delle attrezzature di terra. Il concourse sarà ricostruito quando il traffico passeggeri aumenterà, cosa che le JAA avevano originariamente previsto per il 2013, ma che non si è verificata. Una sezione del vecchio concourse è diventata parte di una lounge club della compagnia aerea, inaugurata nel 2019.